# Sentiment antijaponais aux États-Unis
Le sentiment antijaponais aux États-Unis existe depuis la fin du XIXe siècle, au cours de la période du péril jaune. Le sentiment antijaponais atteint un sommet durant la Seconde Guerre mondiale et de nouveau dans les années 1980 avec la montée du Japon comme puissance économique majeure.

## Origines
Le sentiment antijaponais aux États-Unis a des origines bien antérieures à la Seconde Guerre mondiale. Les préjugés raciaux contre les immigrants asiatiques commencent à se former peu après l'arrivée des travailleurs chinois dans le pays au milieu du XIXe siècle et créent le climat de résistance à laquelle les Japonais seront exposés dans les décennies à venir. Bien que les Chinois sont à l'origine essentiellement recrutés par les industries minières et ferroviaires, les Blancs des États et territoires de l'Ouest commencent à considérer les immigrants comme une source de concurrence économique et une menace à la « pureté » raciale tandis que s'accroît leur population. Un réseau de groupes anti-chinois (dont bon nombre resurgiront dans le mouvement anti-japonais) travaille à adopter des lois qui limitent l'accès des immigrants asiatiques à l'égalité juridique et économique avec les Blancs. La plus importante de ces lois discriminatoires est l'exclusion des Asiatiques des droits de citoyenneté. La Loi de naturalisation de 1870 révise la loi précédente selon laquelle seuls les immigrants blancs pouvaient devenir citoyens américains, pour étendre l'éligibilité à des personnes d'ascendance africaine. En désignant les Asiatiques comme étrangers permanents, la loi leur interdit de voter et de servir dans les jurys, ce qui, combiné avec les lois qui empêchent les gens de couleur de témoigner contre les Blancs dans les tribunaux, rend pratiquement impossible pour les Américains d'origine asiatique de participer au système juridique et politique du pays. Les alien land laws (en) sont également importantes, qui reposent sur un langage codé interdisant aux « étrangers non admissibles à la citoyenneté » de posséder des terres ou des biens immobiliers et dans certains cas de même conclure un bail temporaire afin de décourager les immigrants asiatiques d'établir des maisons et des entreprises dans plus d'une douzaine d’États. Ces lois sont grandement préjudiciable aux immigrants nouvellement arrivés puisque nombre d'entre eux sont des agriculteurs et n'ont guère le choix que de devenir des travailleurs migrants.
Après que la Loi d'exclusion des Chinois de 1882 a arrêté l'immigration en provenance de Chine, les recruteurs de main-d'œuvre américains commencent à cibler les travailleurs japonais, déclenchant une augmentation rapide de la population japonaise du pays, ce qui à son tour déclenche un mouvement visant à diminuer leur nombre et à limiter leur pouvoir économique et politique. Certains historiens citent la formation de l'Asiatic Exclusion League comme le début du mouvement anti-japonais en Californie, où, avec la population américaine japonaise, est centré le mouvement d'exclusion.
Les efforts se concentrent sur la fin de l'immigration japonaise et, comme avec le mouvement anti-chinois antérieur, des groupes nativistes comme l'Asiatic Exclusion League font pression pour limiter et finalement interdire aux Japonais et autres Asiatiques d'entrer aux États-Unis avec la Loi d'immigration Johnson-Reed de 1924. Cependant, ils créent ce faisant un climat d'hostilité et de discrimination systématique qui contribuera plus tard à la politique d'internement de quelque 120 000 Américains d'origine japonaise pendant la Seconde Guerre mondiale.

### Californie
Avec ses organisations anti japonaises, les autorités de l'État et la législation, la Californie peut être aux Japonais ce que le Sud était aux Noirs.

#### Organisations anti japonaises
- California Farm Bureau
- California Joint Immigration Committee
- California State Grange
- Committee of One Thousand
- Japanese Exclusion League of California
- Native Sons and Daughters of the Golden West

#### LoiAlien Land
La California Alien Land Law of 1913 (en) est spécialement passée pour empêcher les citoyens japonais résidant dans l'État de Californie d'acquérir des terres.
Dans le cas State of California v. Jukichi Harada (1918), le juge Hugh H. Crain se range du côté du défendeur et décide que les enfants américains - qui se trouvent être nés de parents japonais - ont le droit de posséder des terres.
En 1942, tandis que les Japonais sont retenus dans dix camps de regroupement américains, Earl Warren, procureur général de Californie, voit une chance et approuve la saisie par l'État de vingt parcelles détenues au nom des enfants américains de parents japonais, par contumace. En 1943, Warren désormais gouverneur de Californie, signe un projet de loi qui étend la loi Alien Land en niant aux Japonais la possibilité de travailler la terre comme ils le faisaient avant la Seconde Guerre mondiale. En 1945, il signe deux projets de loi qui facilitent la saisie de terres appartenant à des descendants américains de Japonais.
Dans l'affaire State of California v. Oyama (1948) la Cour suprême juge que la loi Alien land de Californie est anti-japonaise dans son concept et considérée inapte à figurer dans les livres de droit d'Amérique. Les juges Murphy et Rutledge écrivent :

« Cette mesure, bien que limitée aux terres agricoles, a représenté le premier acte officiel de discrimination visant les Japonais... Le but immédiat, bien sûr, était de restreindre la concurrence japonais dans l'agriculture. »

« L'objectif plus fondamental de la loi était d'irriter les Japonais, pour leur rendre la vie économique en Californie inconfortable et non rentable de la façon la plus légale que possible. »

« L'application rigoureuse de la loi Alien land a été l'une des actions discriminatoires cruelles qui ont marqué le traitement de cette nation depuis 1941 de ces résidents qui se trouvaient être d'origine japonaise. »

« Un État peut-il mépriser de cette manière l'idéal historique dont ceux qui vivent dans les frontières de ce pays ne doivent pas être privés de leurs droits et privilèges parce qu'ils sont d'une race spécifique? Je dis qu'il ne le peut pas. »

Il faut quatre ans à la Cour suprême de Californie pour admettre que la loi était inconstitutionnelle dans l'affaire State of California v. Fujii (1952). Finalement, les électeurs de Californie abrogent la loi en 1956.

## Début duXXesiècle
Le racisme anti-japonais en Californie devient de plus en plus xénophobe après la victoire japonaise sur la Russie à 'issue de la guerre russo-japonaise. Le 11 octobre 1906, le California State Board of Education (en) passe un règlement selon lequel les enfants d'origine japonaise sont tenus de fréquenter des écoles séparées. À l'époque, les immigrants japonais représentent environ 1% de la population de la Californie; beaucoup d'entre eux sont venus dans le cadre du traité de 1894 qui assure la libre immigration en provenance du Japon.
L'invasion de la Chine par le Japon en 1931 et l'annexion de la Mandchourie sont sévèrement critiquées aux États-Unis. Par ailleurs, les efforts déployés par les citoyens indignés par les atrocités japonaises telles que le massacre de Nankin, conduisent à des appels à une intervention économique américaine pour encourager le Japon à quitter la Chine; ces appels jouent un rôle dans l'élaboration de la politique étrangère américaine.
Comme des comptes-rendus de plus en plus défavorables d'actions japonaises viennent à l'attention du gouvernement américain, des embargos sur le pétrole et d'autres fournitures sont imposés au Japon, par souci de la population chinoise et pour les intérêts américains dans le Pacifique. Qui plus est, la population américaine d'origine européenne devient très pro-chinoise et anti-japonaise, un exemple étant une campagne populaire pour inciter les femmes à cesser d'acheter des bas de soie parce que le matériau est obtenu à partir du Japon en provenance de ses colonies. Les commerçants européens veulent obtenir un accès au marché et aux ressources chinoises.
Quand se déclare la seconde guerre sino-japonaise en 1937, l'opinion publique occidentale est résolument pro-chinoise tandis que des témoignages de journalistes occidentaux sur les atrocités commises contre les civils chinois renforcent davantage les sentiments anti-japonais. Les sentiments des afro-américains peuvent être tout à fait différents de ceux du grand public, avec des organisations comme le Pacific Movement of the Eastern World (en) (PMEW) qui promettent l'égalité et la distribution des terres sous domination japonaise. Le PMEW compte des milliers de membres se préparant avec espoir à la libération de la suprématie blanche avec l'arrivée de l'armée impériale japonaise.

## Seconde Guerre mondiale

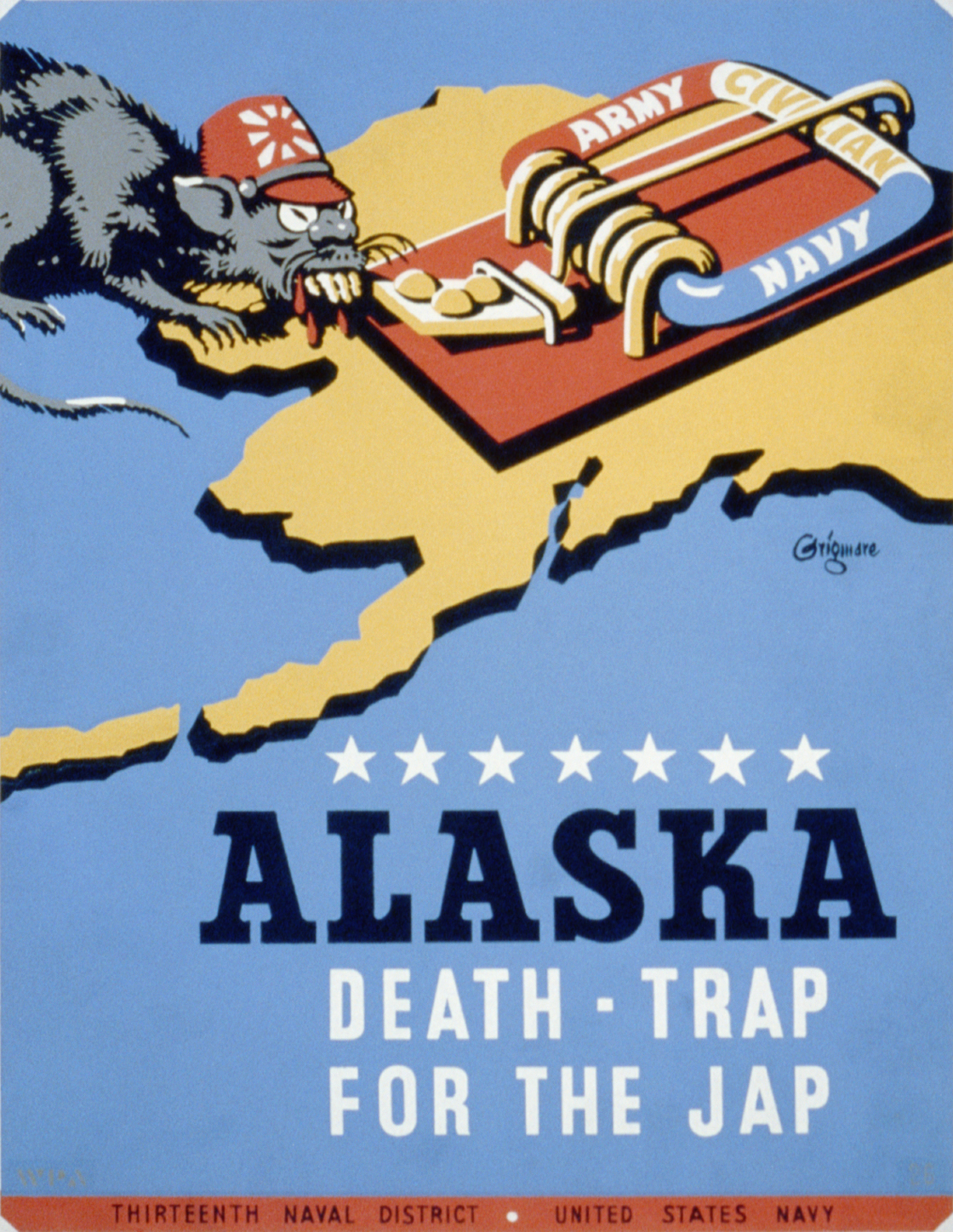
Affiche de propagande américaine - « Piège mortel pour le Jap »

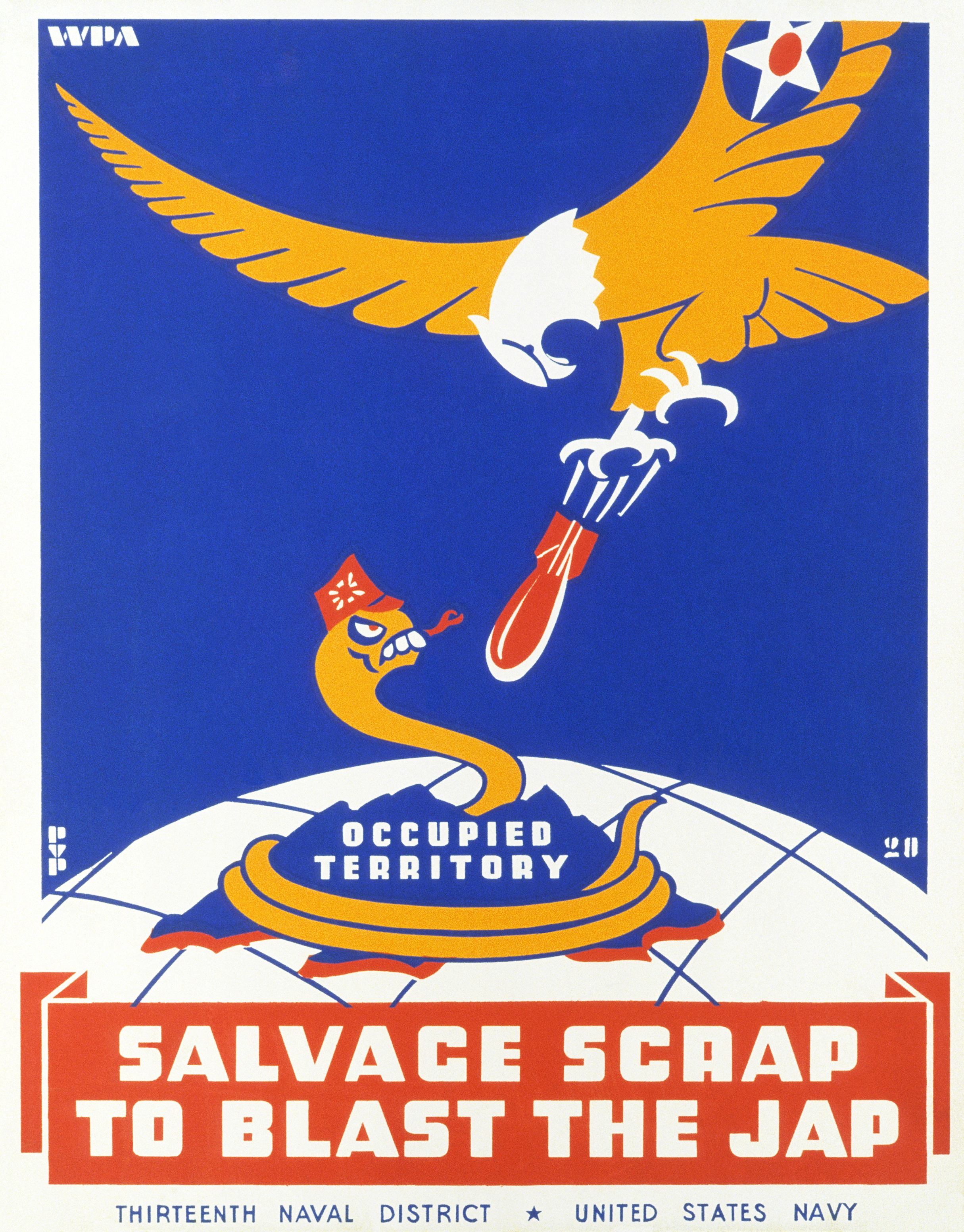
Affiche de propagande américaine de la Seconde Guerre mondiale produite par la Work Projects Administration exhortant les civils à collecter et recycler la ferraille afin de contribuer à l'effort de guerre.

La cause la plus profonde du sentiment anti-japonais en dehors de l'Asie est causée par l'attaque de Pearl Harbor. L'agression japonaise fait entrer les États-Unis dans la Seconde Guerre mondiale. Les Américains sont unis par l'attaque pour lutter contre l'empire du Japon et ses alliés, l'Allemagne nazie et l'Italie fasciste.
Le bombardement sans préavis par le Japon de Pearl Harbor sur les États-Unis et la mort de près de 2 500 personnes au cours des négociations de paix américaines / japonaises ont été présentés à la population américaine comme un acte de trahison, de barbarie et de violence. lâcheté. À la suite de l'attaque de nombreux « permis de chasse aux Japs » non gouvernementaux circulent dans tout le pays. Le magazine Life publie un article sur la façon de distinguer un Japonais d'une personne chinoise par la forme du nez et la stature du corps. La conduite japonaise pendant la guerre ne fait rien pour apaiser le sentiment anti-japonais. Le traitement des Américains et autres prisonniers de guerre attise la colère. L'indignation causée par les soldats japonais est associée à l'assassinat de prisonniers de guerre, l'utilisation de prisonniers de guerre comme esclaves pour les industries japonaises, la marche de la mort de Bataan, les attaques de kamikaze sur les navires alliés et les atrocités commises sur l'atoll de Wake et ailleurs.
L'historien américain James J. Weingartner attribue le très faible nombre de Japonais détenus dans les centres de prisonniers de guerre américains à deux facteurs clés : la répugnance des Japonais à se rendre et la « conviction largement répandue chez les Américains que les Japonais sont des « animaux » ou des « sous-hommes » et indignes du traitement normal accordé aux prisonniers de guerre. Ce dernier raisonnement est étayé par Niall Ferguson qui dit que « les troupes alliées considéraient souvent les Japonais de la même façon que les Allemands considéraient les Russes [sic] - comme des Untermenschen. Weingartner pense que cela explique le fait que seulement 604 prisonniers japonais étaient détenus dans les camps de prisonniers de guerre alliés en octobre 1944.
Ulrich Straus, japanologue américain, estime que les troupes de première ligne détestaient intensément les militaires japonais et « n'étaient pas facilement convaincus » de prendre ou de protéger les prisonniers. Ils étaient persuadés que du personnel allié qui se rendait ne bénéficiait d'« aucune pitié » de la part des Japonais. Les soldats alliés croyaient que les soldats japonais avaient tendance à feindre de se rendre afin de lancer des attaques surprises. Par conséquent, selon Straus, « les officiers supérieurs étaient opposés à la capture de prisonniers [,] au motif que cela exposait inutilement les troupes américaines à des risques... »
On estime que 112 000 à 120 000 migrants japonais et Nippo-Américains de la côte ouest ont été internés indépendamment de leur attitude à l'égard des États-Unis ou du Japon. Ils ont été détenus pendant toute la durée de la guerre à l'intérieur des États-Unis. L'importante population japonaise de Hawaï n'a pas été massivement déplacée en dépit de sa proximité avec des zones militaires vitales.
Un sondage d'opinion de 1944 révèle que 13% de la population américaine est en faveur de l'extermination de tous les Japonais,.

## Chasse aux Japs

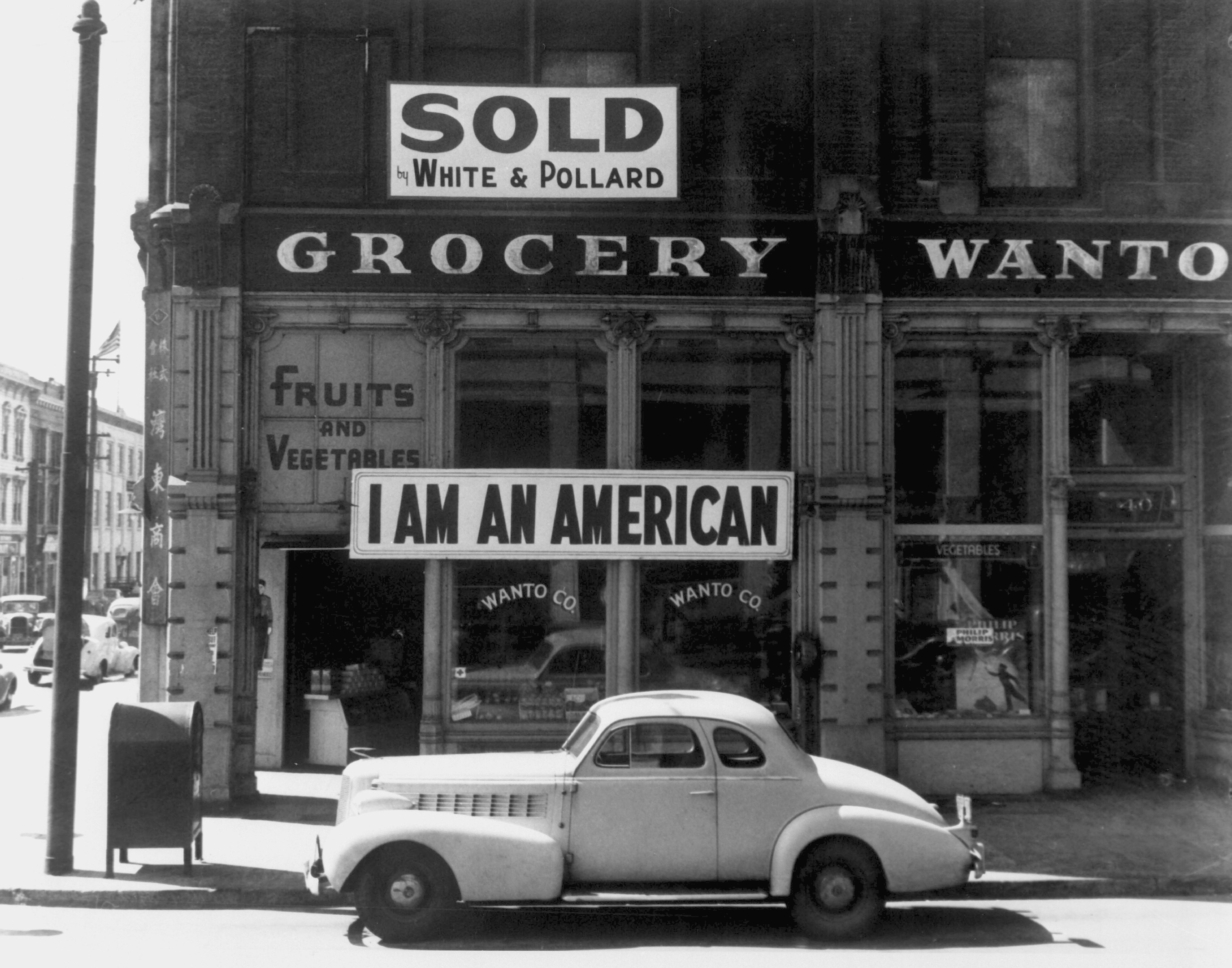
Un Japonais américain a déployé cette bannière le lendemain de l'attaque de Pearl Harbor. Cette photographie de Dorothea Lange a été prise en mars 1942, juste avant l'Internement des Japonais-américains.

Après l'attaque de Pearl Harbor, beaucoup d'accessoires et de propagande anti-japonais apparaissent aux États-Unis. Un exemple en est le prétendu « Permis de chasse au Jap », faux-document officiel, bouton ou médaillon qui prétend autoriser « saison ouverte » à la « chasse » aux Japonais, malgré le fait que plus d'un quart de million d'Américains à cette époque sont d'origine japonaise. Certains rappellent aux détenteurs qu'il n'y a « pas de limite » au nombre de Japs qu'ils peuvent « chasser ou piéger ». Ces « licences » caractérisent souvent les Japonais comme des sous-hommes. Beaucoup de ces « Permis de chasse au Jap » par exemple, décrivent les Japonais sur un mode bestial.
L'attaque de Pearl Harbor par l'Empire japonais le 7 décembre 1941 a plongé les États-Unis dans la guerre et inculqué la notion de trahison et de barbarie japonaises dans l'esprit des Américains. L'hystérie qui entoure la côte ouest au cours des premiers mois de la guerre, conjuguée à d'anciens préjugés anti-asiatiques, ouvre la voie à ce qui s'en vient.
Le décret présidentiel 9066 autorise les militaires à exclure toute personne de toute région du pays où la sécurité nationale est considérée comme menacée. Il donne aux militaires une grande autorité sur la population civile sans imposition de loi martiale. Bien que l'ordre ne mentionne aucun groupe spécifique ni ne recommande la détention, son langage implique que tout citoyen peut être déplacé. Dans la pratique, l'ordre est appliqué presque exclusivement aux Nippo-Américains et nationaux japonais alors que peu d'Italo-Américains ou Germano-Américains n'ont à souffrir pareil sort. Finalement, quelque 110 000 Japonais et Sino-Américains sont internés dans des installations de logement appelées « camps de réinstallation de guerre »,.
Edmund Russell écrit qu'alors qu'en Europe les Américains se perçoivent comme étant en lutte contre de « grands monstres individuels » tels qu'Adolf Hitler, Benito Mussolini et Joseph Goebbels, les Américains se voient souvent eux-mêmes en lutte contre une « masse anonyme de vermine » en ce qui concerne le Japon. Russell attribue ce fait à l'indignation des Américains relativement à l'attaque de Pearl Harbor et à la marche de la mort de Bataan, aux politiciens américains dénonçant le meurtre de prisonniers de guerre américains aux mains des forces impériales japonaises et à la perception d'une « inhumaine ténacité » démontrée par le refus des forces impériales de se rendre. Les bombardements suicide kamikaze, selon John Morton Blum, jouent un rôle déterminant pour confirmer ce stéréotype de l'« esprit martial insensé » de l'empire du Japon et l'image sectaire qu'il génère du peuple japonais dans son ensemble.
Par comparaison avec le terme nazis qui laisse de l'espace pour la reconnaissance du « bon Allemand », le mot Jap ne suggère rien de comparable qui permette de distinguer un « bon Japonais ». Des magazines comme Time martèlent encore plus le stéréotype en se référant souvent aux the Jap plutôt qu'à Japs, privant ainsi l'ennemi du moindre semblant de pluralisme.
Les troupes du Commonwealth emploient aussi la rhétorique de « la chasse » en ce qui concerne les batailles qu'elles livrent aux forces impériales japonaises. Selon TR Moreman, la diabolisation des Japonais sert à « améliorer le moral, favoriser la croyance que la guerre en Extrême-Orient en vaut la peine et construire la composante morale de la puissance de combat ». Les instructions de formation émises par le siège de la 5e division indienne suggère que « Le Jap est un fanatique et donc une menace jusqu'à ce qu'il soit mort!... Ce sera notre objectif fanatique de TUER LES JAPS. Chassez les et tuez-les comme toute autre bête sauvage! ».

### Bombardements stratégiques sur le Japon
L'auteur John M. Curatola a écrit que le sentiment anti-japonais avait probablement joué un rôle dans le bombardement stratégique de villes japonaises, a commencé le 9/10 mars 1945 avec le bombardement de Tokyo (10 mars 1945)” attentat à la bombe incendiaire de Tokyo jusqu'au 15 août 1945 avec la reddition du Japon. Soixante-neuf villes au Japon ont perdu des zones importantes et des centaines de milliers de civils tués par attentat à la bombe incendiaire et par attaques nucléaires de Forces aériennes de l'armée américaine Boeing B-29 Superfortress bombardiers pendant cette période. Selon Curatola et l'historien James J. Weingartner, les attaques à la bombe incendiaire et nucléaire ont été partiellement le résultat d'une déshumanisation de l'ennemi, avec ce dernier : "[L] 'image répandue du Japonais en tant que sous-humain constituait un contexte émotionnel qui justifiait de manière supplémentaire les décisions ayant entraîné la mort de centaines de milliers de personnes. "à travers le Japon. Le deuxième jour après le bombardement atomique de Nagasaki, le président Harry S. Truman a déclaré: "Le seul langage qu'ils semblent comprendre est celui que nous avons utilisé pour les bombarder. Lorsque vous avez affaire à une bête, vous devez le traiter comme une bête. C'est très regrettable mais néanmoins vrai ".

## Depuis la Seconde Guerre mondiale
Dans les années 1970 et 1980, le déclin de l'industrie lourde aux États-Unis entraîne des licenciements et un ralentissement du recrutement alors que les entreprises comparables au Japon font des percées importantes sur les marchés américains. Ce phénomène est le plus visible dans l'industrie automobile où les trois grands fabricants d'automobiles (General Motors, Ford et Chrysler) alors léthargiques, regardent leurs anciens clients acheter les importations japonaises de Toyota et Nissan, conséquence de la crise pétrolière de 1973. Le sentiment anti-japonais se manifeste dans la destruction publique occasionnelle de voitures japonaises et en 1982 par le meurtre de Vincent Chin (en), un Sino-Américain battu à mort après avoir été pris pour un Japonais.
D'autres accords financiers hautement symboliques - dont la vente de célèbres symboles commerciaux et culturels américains tels que Columbia Records, Columbia Pictures et le bâtiment du Rockefeller Center à des sociétés japonaises — attisent davantage le sentiment anti-japonais.
La culture populaire de la période reflète la méfiance croissante de l'Amérique vis-à-vis du Japon. Des films tels que Back to the Future Part II et Robocop 3 montrent fréquemment des Américains travaillant dangereusement sous les ordres de supérieurs japonais. La critique est présente dans de nombreux romans de l'époque. L'écrivain Michael Crichton s'éloigne de la science fiction pour écrire Rising Sun, un roman policier (adapté ensuite au cinéma sous un titre éponyme) impliquant des hommes d'affaires japonais aux États-Unis. De la même façon, dans le roman Dette d'honneur de Tom Clancy, l'auteur insinue que la prospérité du Japon est principalement due à des conditions commerciales inéquitables et dépeint les chefs d'entreprise du Japon comme agissant dans le cadre d'une quête de pouvoir.
Comme le fait valoir Marie Thorsten cependant, la nippophobie se mêle de nippophilie pendant les moments extrêmes de la domination économique du Japon durant les années 1980. La crainte du Japon devient un point de ralliement du techno-nationalisme et aiguillonne l'impératif d'être le premier dans le monde en mathématiques, en sciences et autres mesures quantifiables de la force nationale nécessaire pour stimuler la suprématie technologique et économique. Des actes notoires de dénigrement du Japon ont lieu à côté de l'image du Japon comme surhumain, imitant en quelque sorte l'image de l'Union soviétique après le lancement du premier satellite, Spoutnik 1, en 1957 : Les deux événements braquent les projecteurs sur l'éducation américaine. Les fonctionnaires américains mettent volontairement en avant cette analogie. En 1982, Ernest L. Boyer (en), un ancien commissaire américain à l'éducation, déclare publiquement que « Nous avons besoin d'un autre Spoutnik » pour redémarrer l'éducation américaine, et que « peut-être ce que nous devrions faire est d'obtenir des Japonais qu'ils mettent une Toyota en orbite ». Le Japon est à la fois une menace et un modèle pour le développement des ressources humaines dans l'éducation et le marché du travail, tout en se fondant avec l'image des Asiatiques-Américains comme « minorité modèle ».
Tant l'animosité et la super-humanisation qui atteignent des sommets au cours des années 1980 lorsque le terme Japan bashing devient populaire, ont largement disparu à la fin des années 1990. La situation économique en déclin du Japon dans les années 1990, connue à présent sous le nom « décennie perdue », conjuguée avec la résurgence de l'économie américaine à l'occasion du décollage de l'Internet a largement désencombré les médias populaires du sentiment anti-japonais.
Un certain nombre d'événements au début du XXIe siècle ont abouti à une manifestation du sentiment anti-japonais sur les services de réseautage social. Après le séisme de 2011 de la côte Pacifique du Tōhoku, quelques internautes sur les réseaux sociaux ont suggéré que la catastrophe était un retour karmique pour l'attaque sur Pearl Harbor lors de la Seconde Guerre mondiale; certains de ces commentateurs ont même recommandé de ne pas envoyer de secours aux sinistrés pour ces raisons. De nombreuses autres internautes toutefois, ont rejeté cette négativité et souligné des faits historiques que les critiques avaient négligés. De même, après la victoire de l'équipe des États-Unis de soccer féminin sur l'équipe du Japon de football féminin au tournoi féminin de football aux Jeux olympiques d'été de 2012, un certain nombre d'utilisateurs de Twitter ont estimé qu'il s'agissait d'une vengeance pour Pearl Harbor, comparé la victoire aux bombes atomiques d'Hiroshima et de Nagasaki et utilisé des termes offensants tels que Japs et Nips,.